# Воложинка
Воложинка — річка у Воложинському районі, Мінська область, Білорусь. Права притока річки Іслоч (басейн Німану).

## Опис
Довжина річки 35 км, похил річки 2,9 м/км , площа басейну водозбіру 168 км², середньорічний стік 1,3 м³/с . Формується притоками, безіменними струмками та загатами.

## Розташування
Бере початок біля села Брилькі. Тече переважно на південний захід через місто Воложин та Налібоцьку пущу і на південній стороні від села Росолішки впадає у річку Іслоч, ліву притоку річки Березини.

## Притока
- Осовиця (ліва).